# 傑森·哈爾丹
傑森·哈爾丹（英語：Jason Haldane；1971年7月23日—）是一位英國排球運動員。他出生在加拿大卑詩省的特拉斯。他代表英國參加了2012年倫敦奧運會的排球比賽。